# Дневники Кэрри (телесериал)
«Дневники Кэрри» (англ. The Carrie Diaries) — американский телесериал, снятый по мотивам одноимённой книги-бестселлера Кэндес Бушнелл с Анной-Софией Робб в роли молодой Кэрри Брэдшоу. Сериал является приквелом культового сериала «Секс в большом городе». Премьера состоялась в понедельник, 14 января 2013 года на телеканале The CW. 9 мая 2013 года, несмотря на низкие рейтинги, канал продлил сериал на третий сезон. 8 мая 2014 года канал закрыл сериал из-за низких рейтингов.

## Сюжет
Действие сериала происходит осенью 1984 года, когда начинается новый учебный год школьницы Кэрри Брэдшоу. Прошло несколько месяцев после смерти матери Кэрри, это событие сильно повлияло на жизнь семьи, включая отца Тома и младшую сестру Доррит, с которой у Кэрри постоянно происходят ссоры.
Между тем, в школе появляется новый ученик — крутой и независимый Себастьян Кидд, с которым у Кэрри когда-то был первый в её жизни поцелуй. И хотя подруги девушки рассказывают о событиях своей жизни, включающих потерю девственности, с восторгом, Кэрри не торопится развивать отношения с Себастьяном, на которого у Донны ЛаДонны — самой популярной девочки в школе — свои виды.
Кроме того, Кэрри воплощает в жизнь свою мечту — она получает место стажёра в юридической фирме в Нью-Йорке. В первый день пребывания в «Большом Яблоке» Кэрри знакомится с яркой прожигательницей жизни Лариссой, работающей в мире моды. Она знакомит девочку с жизнью Нью-Йорка, которая полностью занимает ум Кэрри.

## В ролях

### Основной состав
- Анна-София Робб — Кэрри Брэдшоу
- Остин Батлер — Себастьян Кидд
- Эллен Вонг — Джилл Чен[5]
- Кэти Финдлэй — Мэгги Лэндерс
- Стефания Оуэн — Доррит Брэдшоу
- Брендан Дулинг — Уолт Рейнольдс
- Хлоя Бриджес — Донна ЛаДонна
- Фрима Аджимен — Ларисса Лофлин
- Мэтт Летчер — Том Брэдшоу
- Линдси Горт — Саманта Джонс

### Второстепенные персонажи
- Джейк Робинсон — Беннет Уилкокс, коллега Лариссы и возлюбленный Уолта
- Скотт Коэн — Харлан Сильвер, давний друг и коллега Тома
- Надя Даджани — Деб, возлюбленная Тома, мать-одиночка
- Р. Джей. Браун — Томас Уэст, соперник Мыши, с которым она вскоре начинает встречаться
- Крис Вуд — Адам Уивер, новый возлюбленный Кэрри
- Молли Симс — Вики, взрослая любовница Себастьяна
- Ноэлль Бек — Миссис Кидд, мать Себастьяна
- Терри Серпико — Мистер Кидд, отец Себастьяна
- Джон Бойд — Эллиот, женатый любовник Саманты
- Джуллиан Йао Джиойейо — Скотт, новый парень Доррит
- Клейборн Эдлер — Пит, военный, возлюбленный Мэгги
- Эван Крукс — Миллер, возлюбленный Доррит
- Уитни Вэнс и Александра Миллер — Две Джен, подруги Донны
- Кейт Ноулин — Барбара, начальница Кэрри в адвокатской конторе
- Кайл Харрис — Сет, первый парень Мыши
- Ричард Конке — Джордж Сильвер, сын Харлана, ухаживавший за Кэрри
- Джош Салатин — Саймон Бирнс, местный полицейский и любовник Мэгги

## Производство

### Разработка
The CW объявил о разработке экранизации книги в начале сентября 2011 года 18 января 2012 года канал заказал съемки пилотного эпизода, которые проходили в марте-апреле того же года. 11 мая 2012 года CW утвердил пилот и заказал съемки первого сезона. 9 мая 2013 года, несмотря на низкие рейтинги, канал продлил сериал на второй сезон.

### Кастинг
16 февраля 2012 года Стэфания Оуэн стала первой актрисой, попавшей в проект — за ней закрепили роль Доррит, 14-летней младшей сестры Кэрри. Персонаж описан, как бунтарка, пытающаяся заполучить внимание любым способом. 17 февраля было объявлено, что Анна-София Робб получила главную роль Кэрри Брэдшоу. 28 февраля Кэти Финдлэй и Эллен Вонг также получили роли. Вонг сыграет лучшую подругу Кэрри, Джил Чен по прозвищу «Мышь» — умную и преданную. Финдлэй также сыграет подругу Кэрри, дочь шефа полиции по имени Мэгги Ландерс. В отличие от Кэрри, она не хочет покидать родной город. 2 марта ресурс Deadline подтвердил, что Остин Батлер получил главную мужскую роль в проекте. Он сыграет Себастьяна Кидда, любимца школы и самого популярного мальчика. Его появление в школе Кэрри много изменит в жизни персонажей. 4 марта ресурс также сообщил, что Фрима Аджимен получила роль Лариссы, крутой девчонки, наставницы Кэрри, работающей журналисткой в журнале «Interview». Брендан Дулинг получил роль Уолта, друга-гея Кэрри. 9 марта стало известно, что Мэтту Летчеру досталась роль отца Кэрри. 14 мая, Хлоя Бриджес получила роль Донны Ладонны, популярной девчонки, «заклятой подруги» Кэрри.

### Сценарий
В команду ведущих сценаристов сериала вошли Эмми Б. Харрис и Терри Мински, работавшие сценаристами над «Сексом в большом городе», а автор книги и создатель персонажа Кэрри Брэдшоу, журналистка и писательница Кэндес Бушнелл, исполняет функции исполнительного продюсера и консультанта шоу. Хотя основные сюжетные линии сериала позаимствованы из книги, финальная версия шоу многим отличается от романа. К примеру, образ Мэгги был создан из двух персонажей книги — самой Мэгги, которая встречается с Уолтом, и дочери шерифа Лали Кандэзи, которая, в итоге, не попала в сериал. Кроме того, в книге у Кэрри две младших сестры — более старшая Мисси и 13-летняя бунтарка Доррит. В книге настоящее имя «Мыши» — Роберта, а её парня из колледжа зовут Дэнни, а не Сэт. Также по сюжету книги «Мышь» и Мэгги не очень дружат, а лишь общаются, потому что Кэрри их общая подруга. Наконец, в романе отсутствует персонаж Лариссы Лофлин.

## Эпизоды
| Сезон | Сезон | Эпизоды | Оригинальная дата выхода | Оригинальная дата выхода |
| Сезон | Сезон | Эпизоды | Премьера сезона          | Финал сезона             |
| ----- | ----- | ------- | ------------------------ | ------------------------ |
|       | 1     | 13      | 14 января 2013           | 8 апреля 2013            |
|       | 2     | 13      | 25 октября 2013          | 31 января 2014           |

### Сезон 1 (2013)
| № общий | № в сезоне | Название                            | Режиссёр               | Автор сценария               | Дата премьеры   | Произв. код | Зрители в США (млн) |
| ------- | ---------- | ----------------------------------- | ---------------------- | ---------------------------- | --------------- | ----------- | ------------------- |
| 1       | 1          | «Pilot»                             | Мигель Артета          | Эми Б. Харрис                | 14 января 2013  | 276056      | 1,61                |
| 2       | 2          | «Lie With Me»                       | Альфонсо Гомес-Рехон   | Эми Б. Харрис                | 21 января 2013  | 3X7302      | 1,27                |
| 3       | 3          | «Read Before Use»                   | Дэйзи Фон Шерлер Мейер | Терри Мински                 | 28 января 2013  | 3X7303      | 1,38                |
| 4       | 4          | «Fright Night»                      | Дженнифер Гетзингер    | Генри Алонсо Майерс          | 4 февраля 2013  | 3X7304      | 1,51                |
| 5       | 5          | «Dangerous Territory»               | Норман Бакли           | Эми Б. Харрис                | 11 февраля 2013 | 3X7305      | 1,20                |
| 6       | 6          | «Endgame»                           | Дэвид Пэймер           | Джессика О'Тул и Эйми Рардин | 18 февраля 2013 | 3X7306      | 1,08                |
| 7       | 7          | «Caught»                            | Нанетт Берштайн        | Даг Стокстилл                | 25 февраля 2013 | 3X7307      | 1,00                |
| 8       | 8          | «Hush, Hush»                        | Эми Экерлинг           | Марк Хэлси                   | 4 марта 2013    | 3X7308      | 1,10                |
| 9       | 9          | «The Great Unknown»                 | Дженис Кук             | Эми Б. Харрис                | 11 марта 2013   | 3X7309      | 1,03                |
| 10      | 10         | «The Long & Winding Road Not Taken» | Майкл Филдс            | Терри Мински                 | 18 марта 2013   | 3X7310      | 0,99                |
| 11      | 11         | «Identity Crisis»                   | Джан Тёрнер            | Джессика О'Тул и Эйми Рардин | 25 марта 2013   | 3X7311      | 0,83                |
| 12      | 12         | «A First Time For Everything»       | Патрик Норрис          | Генри Алонсо Майерс          | 1 апреля 2013   | 3X7312      | 0,87                |
| 13      | 13         | «Kiss Yesterday Goodbye»            | Энди Волк              | Эми Б. Харрис                | 8 апреля 2013   | 3X7313      | 1,00                |

### Сезон 2 (2013—2014)
| № общий | № в сезоне | Название                 | Режиссёр               | Автор сценария              | Дата премьеры   | Произв. код | Зрители в США (млн) |
| ------- | ---------- | ------------------------ | ---------------------- | --------------------------- | --------------- | ----------- | ------------------- |
| 14      | 1          | «Win Some, Lose Some»    | Энди Волк              | Эми Б. Харрис               | 25 октября 2013 | 4X5201      | 0,78                |
| 15      | 2          | «Express Yourself»       | Эми Хэкэрлинк          | Джессика О'Тул и Эми Рардин | 1 ноября 2013   | 4X5202      | 0,89                |
| 16      | 3          | «Strings Attached»       | Дэйзи Фон Шерлер Мейер | Даг Стокстилл               | 8 ноября 2013   | 4X5203      | 0,77                |
| 17      | 4          | «Borderline»             | Майкл Филдс            | Генри Алонсо Майерс         | 15 ноября 2013  | 4X5204      | 0,78                |
| 18      | 5          | «Too Close For Comfort»  | Зетна Фуэнтес          | Джессика Куэллер            | 22 ноября 2013  | 4X5205      | 0,71                |
| 19      | 6          | «The Safety Dance»       | Дэвид Уоррен           | Саша Росчайлд               | 6 декабря 2013  | 4X5206      | 0,90                |
| 20      | 7          | «I Heard A Rumor»        | Норман Бакли           | Эми Б. Харрис               | 13 декабря 2013 | 4X5207      | 0,70                |
| 21      | 8          | «The Second Time Around» | Дженис Кук             | Терри Мински                | 20 декабря 2013 | 4X5208      | 0,87                |
| 22      | 9          | «Under Pressure»         | Энди Волк              | Логан Слэктер               | 3 января 2014   | 4X5209      | 0,99                |
| 23      | 10         | «Date Expectations»      | Эми Хэкэрлинг          | Джессика О'Тул и Эми Рардин | 10 января 2014  | 4X5210      | 0,81                |
| 24      | 11         | «Hungry Like The Wolf»   | Сара Прайс             | Генри Алонсо Майерс         | 17 января 2014  | 4X5211      | 0,86                |
| 25      | 12         | «This Is The Time»       | Джейсон Рейлли         | Саша Ротчайлд               | 24 января 2014  | 4X5212      | 0,90                |
| 26      | 13         | «Run To You»             | Эндрю МакКарти         | Эми Б. Харрис               | 31 января 2014  | 4X5213      | 0,86                |

## Реакция

### Рейтинги
Сериал не смог привлечь к экранам значительное количество зрителей и привлек лишь 1,5 миллиона зрителей, а демографический рейтинг в категории 18-49 составил 0,6. Премьерный эпизод занял далекое последнее место в таблице рейтингов 14 января 2013 года, а также оказался менее наблюдаемым, чем предыдущая новинка канала, закрытая после нескольких эпизодов медицинская драма «Доктор Эмили Оуэнс».

### Критика
Шоу получило смешанные отзывы. Сайт Metacritic присвоил ему 57 баллов из 100 на основе 23 обзоров критиков. Гейл Пеннингтон из «The St. Louis Post-Dispatch» написала: «Попытки воссоздать магию „Секса в большом городе“ могли провалиться с треском. На удивление, с „Дневниками Кэрри“, приквелом, действие которого происходит в 1984 году, всё пошло как надо». Мариса ЛаСкала из PopMatters также отметила, что «в остальном сериал пытается быть милым, избегая поверхностности». Алан Спинволл из Hitfix сказал, что «сериал с успехом играет на чувстве ностальгии».
Вместе с пятью другими классическим шоу обозреватель сайта Yahoo!TV Виктория Ли Миллер назвала музыкальное сопровождение нового сериала «Телевизионным саундтреком, который изменит вашу музыкальную жизнь».